# Laila El Garaa
Laila El Garaa, (tiếng Ả Rập: fant يلة ل جراء) là một vận động viên Paralympian đến từ Maroc thi đấu chủ yếu trong các sự kiện putt bắn F40.
Cô đã tham dự Paralympics mùa hè 2004 tại Athens, Hy Lạp. Ở đó, cô đã giành được huy chương bạc trong sự kiện bắn súng F40 của phụ nữ. Cô cũng tham gia trò ném lao F40 của phụ nữ
Cô cũng từng tham gia Paralympic mùa hè 2008 tại Bắc Kinh, Trung Quốc. Ở đó, cô đã giành được huy chương đồng trong sự kiện bắn súng F40 nữ. Cô cũng tham gia ném đĩa F40 của phụ nữ.